# Fuenmayor
Fuenmayor ist ein Ort und eine Gemeinde (municipio) mit 3.278 Einwohnern (Stand: 2024) im Norden der Autonomen Gemeinschaft La Rioja, Spanien.

## Lage
Fuenmayor liegt in einer Höhe von ca. 430 Metern ü. d. M.; der Ebro bildet sowohl die nordöstliche Grenze der Gemeinde als auch die Grenze zur baskischen Provinz Álava. Nächstgelegene Großstadt ist das etwa 20 Kilometer (Fahrtstrecke) östlich gelegene Logroño. Fuenmayor lag am Jakobsweg (Camino de Santiago) im Abschnitt zwischen Logroño und Burgos.

## Bevölkerungsentwicklung
| Jahr      | 1960 | 1970 | 1981 | 1991 | 2001 | 2010 |
| Einwohner | 1955 | 1895 | 2062 | 2111 | 2553 | 3180 |

Bereits im 19. Jahrhundert lag die Einwohnerzahl der Gemeinde meist bei über 2000 Personen. Seltsamerweise hatte die Reblauskrise gegen Ende des Jahrhunderts keinen spürbaren Einfluss auf die Einwohnerzahlen; ab der Mitte des 20. Jahrhunderts machte sich jedoch der Verlust an Arbeitsplätzen durch die zunehmende Mechanisierung der Landwirtschaft vorübergehend bemerkbar. Die Nähe zur Großstadt Logroño und die auf dem Lande deutlich niedrigeren Grundstückspreise haben in den letzten Jahren zu einem deutlichen Bevölkerungsanstieg geführt.

## Wirtschaft
Die Bewohner früherer Jahrhunderte lebten weitgehend von der Landwirtschaft, zu der auch ein wenig Weinbau, aber in höherem Maße die Viehzucht gehörte. Erst im 19. Jahrhundert begann der Weinbau in der Rioja eine größere Rolle zu spielen, doch erst mit den verbesserten Transportbedingungen in der zweiten Hälfte des 20. Jahrhunderts entwickelte er sich zum dominierenden Wirtschaftsfaktor der Region. In Fuenmayor befinden sich heute rund 25 Weingüter, die Weine nach der Herkunftsbezeichnung ‚Rioja‘ herstellen und vertreiben. Die Bodegas El Montecillo, 1876 von der Familie Navajas und die Bodega del Romeral, 1881 von Félix Azpilicueta gegründet, waren die ersten beiden Weinfirmen, die zum Ansehen und Wachstum der Gemeinde beigetragen haben. 

## Geschichte
Archäologische Artefakte belegen eine frühe keltiberische und  römische Besiedlung. Im 6. Jahrhundert übernahmen die Westgoten unter König Leovigild (reg. 569–586) die Macht in der Region. Der Ort wird im 11. Jahrhundert erstmals im Zusammenhang mit einer Schenkung durch Estefanía de Foix, der Ehefrau von König García Sánchez III de Pamplona an das Kloster Santa María la Real de Nájera erwähnt. Anfang des 17. Jahrhunderts erkauften sich die Bewohner des Ortes für einen Betrag von 6600 Dukaten die Eigenständigkeit.

## Sehenswürdigkeiten

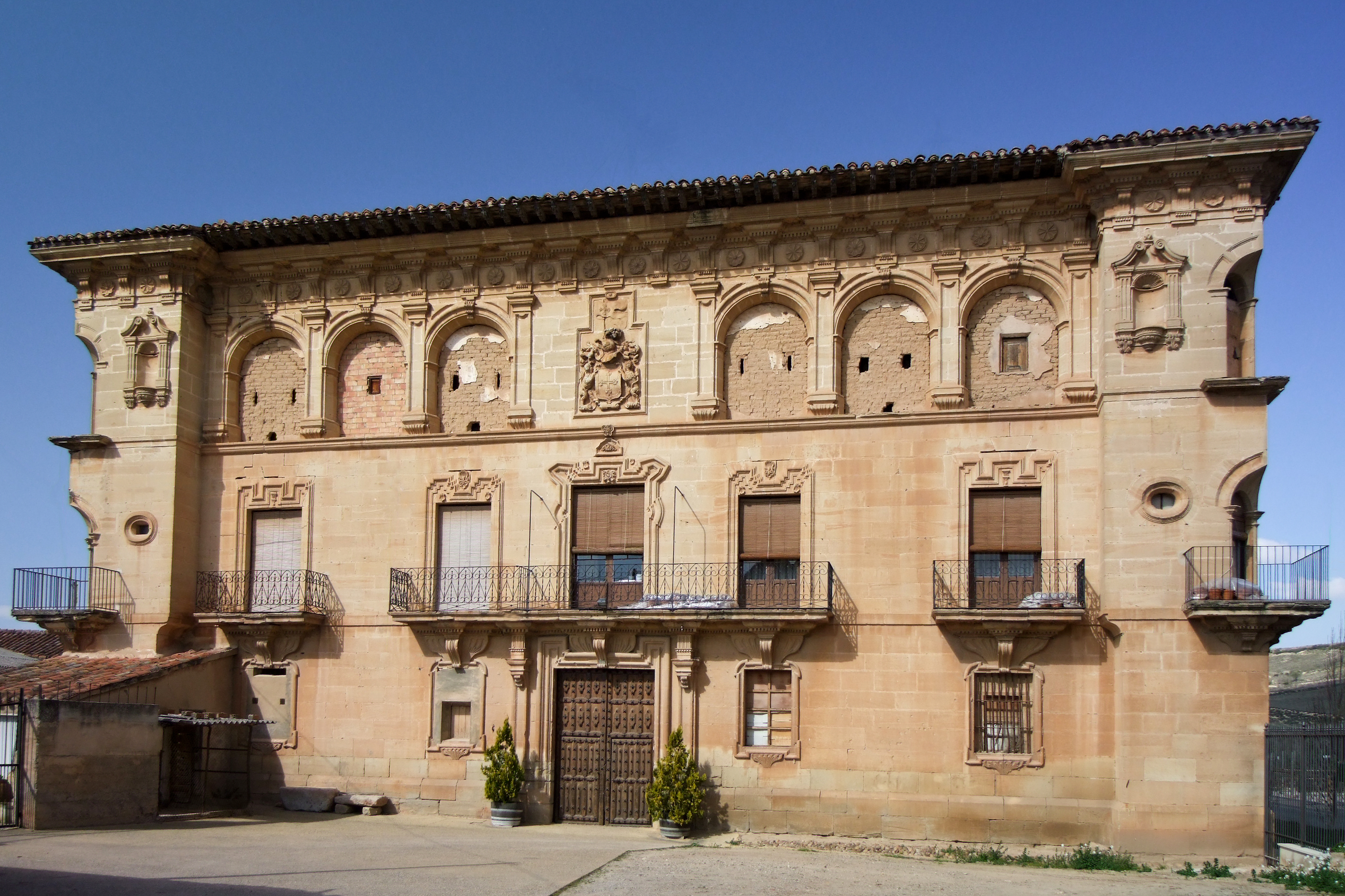
Palacio del Marqués de Terán

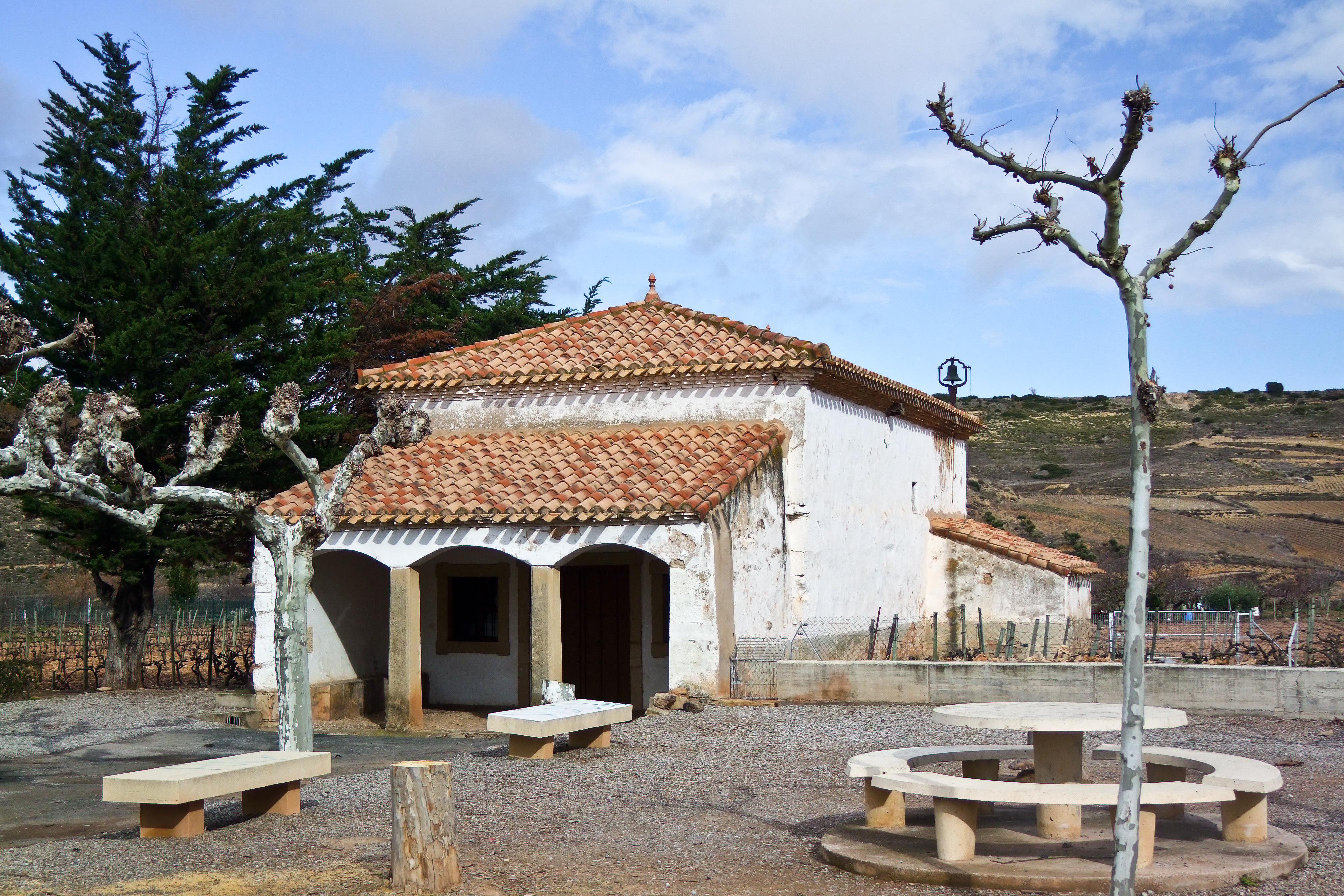
Ermita del Carmen

- Die auf nahezu rechteckigem Grundriss erbaute Iglesia de Santa María wurde um 1540 fertiggestellt; die polygonal gebrochene, aber auf einer Höhe mit dem Kirchendach schließende Apsis wirkt wie angefügt. Die drei Schiffe des Kircheninnern sind annähernd gleich hoch und von Sterngewölben bedeckt. Der vergoldete Hauptaltar sowie mehrere Seitenaltäre tragen zum imposanten Eindruck des Bauwerks bei. Der auf der Nordseite der Kirche befindliche Glockenturm wurde im Jahr 1981 nach einem Brand erneuert.
- Die Ermita de Cristo ist ein barocker Kirchenbau mit einer von einer Laterne überhöhten Vierungskuppel.
- Der Palacio del Marqués de Terán aus dem 18. Jahrhundert ist besser bekannt unter dem Namen Palacio de la Real Junta de Cosecheros, denn in den Jahren 1784 bis 1792 konstituierte sich hier eine Winzergemeinschaft mit dem Ziel, die Rioja-Weine in Europa, das heißt vor allem in England, bekannter zu machen. Das imposante dreigeschossige Gebäude mit seinem auffallenden Eckbalkonen ist seit Jahren in einem schlechten Zustand; viele Fenster sind vermauert.
- Der Palacio Fernández Bazán ist ein weiterer Bau des 18. Jahrhunderts. Während das Untergeschoss eher abweisend wirkt, öffnen sich im Mittelgeschoss vier Balkonfenster
- Der Palacio de los Urbán del Campo ist der älteste Palast der Stadt und stammt wohl noch aus dem 15. Jahrhundert. Das im Untergeschoss mit exakt behauenen Sandsteinen verkleidete Gebäude besteht im Obergeschoss aus Ziegelsteinen, die ehemals verputzt waren. Über dem Portal befindet sich ein imposanter steinerner Wappenschild des 18. Jahrhunderts.

außerhalb
- Die Ermita  de Carmen liegt auf einer von Weinbergen umgebenen Anhöhe etwa zwei Kilometer westlich des Ortes.

## Feste
Alljährlich am 16. Juli findet eine Prozession bei der Ermita  de Carmen statt, bei der die Muttergottesstatue der Virgen del Carmen auf einem Traggestell mitgeführt wird.